# Farilhões
Les Farilhões, aussi appelées en portugais Farilhões-Forcadas, forment un petit archipel inhabité du Portugal situé dans l'océan Atlantique et faisant partie de l'archipel des Berlengas.